# Steve Turre (album)
Steve Turre è un album di Steve Turre, pubblicato dalla Verve Records nel 1997. Il disco fu registrato il 7 maggio e 20 giugno del 1996 al Master Sound Astoria di New York (Stati Uniti).

## Tracce
1. In a Sentimental Mood – 8:26 (Duke Ellington)
2. The Emperor – 12:47 (Steve Turre)
3. Let It Go – 7:58 (Steve Turre)
4. Ayer lo vi Llorar – 5:38 (José Antonio Mendez)
5. Coastin' with Bobby – 8:44 (Steve Turre)
6. Steve's Blues – 6:36 (Steve Turre)
7. Inocencia – 5:42 (Cartola (Angenor de Oliveira))
8. Mongo 'N' McCoy – 10:28 (Steve Turre)

## Musicisti
- Steve Turre - trombone (in tutti i brani)
- Steve Turre - conchiglia (brani: 1, 2, 5 e 6)
- Steve Turre - arrangiamenti (tranne brano: 4)
- Marty Sheller - arrangiamenti (solo brano: 4)
- Akua Dixon - conduttore musicale
- Randy Brecker - flicorno (brani: 1, 3 e 7)
- Jon Faddis - flicorno (brano: 5)
- Randy Brecker - tromba (brani: 1, 3 e 7)
- Jon Faddis - tromba (brani: 2 e 6)
- Alfredo Chocolate Armenteros - tromba (brani: 4 e 8)
- Douglas Purviance - trombone (in tutti i brani)
- Jimmy Bosch - trombone (in tutti i brani)
- Robin Eubanks - trombone (in tutti i brani)
- Douglas Purviance - trombone basso (brano: 6)
- Frank Lacy - trombone (brani: 2 e 5)
- Britt Woodman - trombone (brano: 6)
- J. J. Johnson - trombone (brani: 2 e 6)
- Douglas Purviance - conchiglia (tranne brani: 3 e 4)
- Jimmy Bosch - conchiglia (tranne brani: 3 e 4)
- Robin Eubanks - conchiglia (tranne brani: 3 e 4)
- Frank Lacy - conchiglia (solo brani: 2 e 5)
- Stephen Scott - pianoforte (brani: 2, 5 e 6)
- Willie Rodriguez - pianoforte (brani: 4 e 8)
- Stefon Harris - marimba, gong (brano: 2)
- Stefon Harris - vibrafono (brano: 5)
- Romero Lubambo - chitarra (brani: 1, 3 e 7)
- Andy Gonzalez - basso (in tutti i brani)
- Portinho - batteria (brani: 1, 3 e 7)
- Victor Lewis - batteria (brani: 2, 5 e 6)
- Horacio Negro Hernandez - batteria (brani: 4 e 8)
- Akua Dixon - violoncello (brani: 1, 4 e 7)
- Carlos Baptiste - violino (brani: 1, 3 e 7)
- Regina Carter - violino (brani: 1, 3 e 7)
- Ron Lawrence - viola (brani: 1, 3 e 7)
- Manny Oquendo - bongos (brano: 4)
- Manny Oquendo - percussioni (brano: 4)
- Manny Oquendo - timbales, cowbell, güiro (brano: 8)
- Milton Cardona - congas (brani: 2, 4, 5, 6 e 8)
- Milton Cardona - shekere (brano: 5)
- Mongo Santamaría - conga (brano: 8)
- Kimati Dinizulu - djembe (brano: 2)
- Kimati Dinizulu - africa drum (brano: 5)
- Herculano Federici - percussioni (brani: 1, 3 e 7)
- Herculano Federici - surdo (brani: 1, 3 e 7)
- Cassandra Wilson - voce (brano: 1)
- Graziela Perez - voce (brano: 4)